# Pichincha (Manabí)
Pichincha ist eine Kleinstadt und die einzige Parroquia urbana („städtisches Kirchspiel“) im Kanton Pichincha der ecuadorianischen Provinz Manabí. Verwaltungssitz von Parroquia und Kanton ist die gleichnamige Stadt. Die Parroquia Pichincha besitzt eine Fläche von 505,7 km². Die Einwohnerzahl lag im Jahr 2010 bei 17.416. Davon lebten 3834 Menschen im urbanen Bereich von Pichincha.

## Lage
Der 70 m hoch gelegene Hauptort Pichincha befindet sich am Westufer des nach Süden fließenden Río Daule, 70 km östlich der Provinzhauptstadt Portoviejo. Die Fernstraße E30 (Portoviejo–Quevedo) führt an dem Ort Pichincha vorbei. 
Die westliche Verwaltungsgrenze der Parroquia verläuft entlang dem Hauptkamm der Cordillera Costanera. Im Osten wird das Gebiet vom Río Daule begrenzt. Im Norden befindet sich der Westteil des weitverzweigten Daule-Peripa-Stausees. Der Río Conguillo bildet die nördliche Grenze der Parroquia. Im Süden reicht die Parroquia bis zur Mündung des Río Tigre in den Río Daule.
Die Parroquia Pichincha grenzt im nördlichen Osten an die Parroquia Santa María (Kanton El Carmen), im zentralen und im südlichen Osten sowie im Süden an die Kantone El Empalme und Balzar (beide in der Provinz Guayas), im Südwesten an die Parroquia San Sebastián, im Westen an die Parroquias Calceta und Membrillo (beide im Kanton Bolívar), im Nordwesten an die Parroquia Canuto und an Chone (beide im Kanton Chone) sowie im Norden an die Parroquia Barraganete.

## Geschichte
Die Parroquia Pichincha wurde am 16. Oktober 1944 als Teil des Kantons Bolívar gegründet. Am 13. Mai 1986 wurde der Kanton Pichincha eingerichtet und Pichincha als Parroquia urbana dessen Verwaltungssitz.